# Labulla
Genre
Labulla est un genre d'araignées aranéomorphes de la famille des Linyphiidae.

## Distribution
Les espèces de ce genre se rencontrent en Europe.

## Liste des espèces
Selon World Spider Catalog (version 19.0, 11/07/2018) :
- Labulla flahaulti Simon, 1915
- Labulla machadoi Hormiga & Scharff, 2005
- Labulla thoracica (Wider, 1834)

## Publication originale
- Simon, 1884 : Les arachnides de France. Paris, vol. 5, p. 180-885 (texte intégral).